# A Manhattan Knight
A Manhattan Knight è un film muto del 1920 diretto da George A. Beranger (George Beranger).

## Trama
Mentre John Fenton si trova da un medium, dove si è recato per scoprire le proprie origini, c'è un'irruzione della polizia. Per sfuggire agli agenti, Fenton sale al piano superiore dalle scale antincendio e, nell'appartamento di sopra trova una ragazza, Belle Charmion, vicino al fratellastro, Gordon Brewster, che lei, spiega, ha tentato il suicidio dopo aver rubato alcuni gioielli dello zio. Fenton la aiuta a nascondere il fratello ferito nella stanza vicina e, quando arriva la polizia, lui finge di essere Brewster. Quando gli agenti se ne vanno, Belle e Fenton portano Brewster a casa dello zio ma, nella concitazione degli eventi, si dimenticano di prendere i gioielli e così, Fenton è costretto a tornare a cercarli. I gioielli sono oggetto dell'avidità del maggiordomo, un mascalzone legato alla malavita: l'uomo si batte con Fenton. Quest'ultimo però, alla fine, riesce a recuperare i preziosi, scoprendo anche di essere un lontano parente dei Charmion, la famiglia di Belle. Risolto il mistero della sua nascita, avendo finalmente saputo di essere stato rapito da piccolo, Fenton, felice, decide di fidanzarsi con Belle, di cui si è nel frattempo innamorato.

## Produzione
Il film fu prodotto dalla Fox Film Corporation.

## Distribuzione
Distribuito dalla Fox Film Corporation, il film uscì nelle sale cinematografiche USA nel marzo 1920.